# Белантр
Белантр (фр. Bellentre) насеље је и општина у источној Француској у региону Рона-Алпи, у департману Савоја која припада префектури Албервил.
По подацима из 2011. године у општини је живело 932 становника, а густина насељености је износила 38,93 становника/km². Општина се простире на површини од 23,94 km². Налази се на средњој надморској висини од 743 метара (максималној 3.011 m, а минималној 699 m).

## Демографија
| 1962. | 1968. | 1975. | 1982. | 1990. | 1999. | 2011. |
| ----- | ----- | ----- | ----- | ----- | ----- | ----- |
| 428   | 488   | 517   | 631   | 740   | 793   | 932   |

График промене броја становника у току последњих година